# Bouvetov otok
Bouvetov otok (norveško Bouvetøya) je nenaseljen otok v južnem Atlantskem oceanu, jugo-jugozahodno od Rta dobrega upanja v južni Afriki. Pripada Norveški.
Otok leži na 54° 26' južne zemljepisne širine in na 3° 24' vzhodne zemljepisne dolžine. Ima sloves najodmaknjenejšega na Zemlji. Najbližje kopno je Dežela kraljice Maud na Antarktiki, preko 1600 km južneje. Obsega 58,5 km² in je skoraj popolnoma pokrit z ledeniki. Težko se mu je približati in nima zavarovanega pristanišča, samo sidrišča. Ledeniki oblikujejo debelo ledeno plast, ki se strmo spušča v morje ali pa na črne plaže iz vulkanskega peska. 29,6 km obale pogosto obdaja led. Najvišja točka otoka, Olavtoppen (Olavov vrh) sega 780 metrov nad morje.

## Zgodovina
Otok je odkril Jean-Baptiste Charles Bouvet de Lozier, poveljnik francoskih ladij Aigle in Marie, 1. januarja 1739. Točnega položaja odkritelj ni določil, otoka pa tudi ni obplul. Tako ni bilo moč določiti, ali je novoodkriti otok zares otok ali pa del celine.
Do leta 1808 otoka ni opazil nihče več. Takrat ga je zagledal Lindsay, kapitan kitolovke. Na otoku ni pristal, a je določil njegov natančen položaj. Prvi pristanek sega v leto 1822. Na otoku je tedaj pristal kapitan Morell, ki je lovil tjuljnje. Leta 1825 je kapitan Norris pristal na otoku, ga imenoval Otok Liverpool in ga proglasil za britansko posest. Nemška odprava Valdivia, ki jo je vodil Carl Chun, je otok obiskala, a na njem ni pristala. Prvič so za dalj časa na njem bivali Norvežani leta 1927. Ostali so en mesec in otok imenovali Bouvetøya (norveško za Bouvetov otok). To bivanje je predstavljalo osnovo ozemeljske zahteve za Norveško. Britanci so njihovim zahtevam naslednje leto ugodili in se odpovedali posesti otoka.
Leta 1971 je bil otok s pripadajočimi ozemeljskimi vodami proglašen za naravni rezervat. Ostaja nenaseljen, na njem pa so leta 1977 Norvežani postavili samodejno meteorološko postajo.
22. septembra 1979 je bila med Bouvetovim otokom in Otočjem princa Edvarda izvršena poskusna eksplozija atomske bombe, ki so jo zaznali sateliti, kasneje pa so sevanje zaznali še znanstveniki v Avstralskem antarktičnem teritoriju. Nobena država za test ni prevzela odgovornosti, vendar je najbolj verjetno, da sta ga izvedla bodisi Južna Afrika bodisi Izrael.
Kljub nenaseljenosti ima otok vrhnjo internetno domeno .no (.bv je rezervirana, a ni v uporabi) (http://www.norid.no/domenenavnbaser/bv-sj.html Arhivirano 2018-12-25 na Wayback Machine.). Otok so že obiskali tudi radioamaterji. Klicni znak otoka se začenja s 3Y.

## Otok v umetnosti
Otok, sicer pod imenom »Bouvetøya Island«, je bil prizorišče za film Alien proti predatorju (Alien vs. Predator) (2004). Pojavil se je tudi v knjigi »A Grue Of Ice«.